# Kanton Laissac
Kanton Laissac (francouzsky Canton de Laissac) je francouzský kanton v departementu Aveyron v regionu Midi-Pyrénées. Tvoří ho osm obcí.

## Obce kantonu
- Bertholène
- Coussergues
- Cruéjouls
- Gaillac-d'Aveyron
- Laissac
- Palmas
- Sévérac-l'Église
- Vimenet